# Dasyscelidius brasiliensis
Dasyscelidius brasiliensis is een rechtvleugelig insect uit de familie sabelsprinkhanen (Tettigoniidae). De wetenschappelijke naam van deze soort is voor het eerst geldig gepubliceerd in 1962 door Beier. Zoals de naam aangeeft, komt deze soort voor in Brazilië.